# Piñon Hills
Piñon Hills es un lugar designado por el censo ubicado en el condado de San Bernardino en el estado estadounidense de California. En el año 2020 tenía una población de 7.258 habitantes.

## Geografía
Piñon Hills se encuentra ubicado en las coordenadas 34°25′58.66″N 117°36′54.34″O / 34.4329611, -117.6150944.